# Seoul Olympic Organizing Committee

Logo der Olympischen Sommerspiele 1988

Das Seoul Olympic Organizing Committee (kurz: SLOOC) war das Organisationskomitee der Olympischen Spiele 1988 in Seoul. Das SLOOC wurde am 2. November 1981 gegründet, nachdem die Olympischen Spiele an Seoul vergeben worden waren. Der erste Präsident des Organisationskomitees war Kim Yong-shik. Am 11. Juli 1983 übernahm der spätere Präsident Südkoreas, Roh Tae-woo, dieses Amt, bis er es am 7. Mai 1985 an Park Seh-jik übergab. Das SLOOC organisierte zudem die zwei Jahre zuvor stattfindenden Asienspiele, nachdem ihm 1982 diese Aufgabe übertragen wurde. Am 14. Februar 1983 wurde dann das Asian Games Organizing Committee (SAGOC) in das SLOOC eingegliedert.
Die Gliederung des SLOOC umfasste zwölf Abteilungen wie etwa die Abteilung für das olympische Dorf, die Abteilung für die Sportstätten und die Abteilung des Pressesprechers. Das Organisationskomitee beschäftigte zu Beginn der Olympischen Spiele 1428 Mitarbeiter, dazu kamen weitere 27.221 freiwillige Helfer.

## Finanzen
Die Einnahmen des SLOOC beliefen sich auf insgesamt 909.840 Millionen Won. Dabei entfielen allein 224.694 Millionen Won auf die Vermarktung der TV-Rechte. Des Weiteren gab es hohe Erlöse aus dem Münzprogramm mit 135.235 Millionen Won und der Lotterie mit 118.804 Millionen. Zudem gab es 241.634 Millionen Won an Zuwendungen und Spenden. Im Vorfeld der Olympischen Sommer- und Winterspiele des Jahres 1988 wurde die Vermarktung der Olympischen Spiele durch das Internationale Olympische Komitee optimiert. An Stelle einer großen Zahl von Sponsoren wie etwa 1976 in Montreal, wo es 306 waren, wurde zwischen 1985 und 1988 das „Olympic Program“ aufgelegt, dem neun finanzkräftige Sponsoren wie Coca-Cola, VISA und Panasonic angehörten. Die Einnahmen aus diesem Programm wurden so aufgeteilt, dass Calgary und Seoul jeweils einen Anteil an den erzielten 96 Millionen Dollar erhielten. Das SLOOC hatte zudem 23 weitere Sponsoren und 57 Ausrüster, die sich engagierten. Das SLOOC hatte Ausgaben in Höhe von 568.391 Millionen Won gegenüber. Der Bau der Sportstätten kostete 237.795 Millionen Won, die Austragung der Wettkämpfe 26.053 Millionen und das olympische Dorf und das Pressezentrum 30.931 Millionen. Damit erwirtschaftete das Organisationskomitee einen Profit von 341,5 Milliarden Won. Dieser ging an die am 20. April 1989 gegründete Seoul Olympic Sports Promotion Foundation.

## Exekutivkomitee des SLOOC
Das Exekutivkomitee des SLOOC setzte sich zum Zeitpunkt der Olympischen Spiele 1988 aus folgenden Mitgliedern zusammen. Der Präsident des Organisationskomitees war Park Seh-jik. Die drei Vizepräsidenten waren Kim Yong-nae, der Bürgermeister von Seoul, Kim Un-jong, ein Mitglied des IOC, und Kim Ock-jin, der Generalsekretär.
Des Weiteren gehörten folgende Mitglieder zum Exekutivkomitee:
- Chyung Dai-chul, Vorsitzender des Nationalen Erziehungsrates und Informationskomitees
- Lee Chun-koo, Innenminister
- Sakong Il, Finanzminister
- Oh Ja-bok, Verteidigungsminister
- Kim Young-shik, Erziehungsminister
- Cho Sang-ho, Sportminister
- Choe Dong-sub, Bauminister
- Oh Myung, Kommunikationsminister
- Chung Han-mo, Minister für Information und Kultur
- Kim Yong-kap, Verwaltungsminister
- Koo Cha-kyung, Präsident des koreanischen Industrieverbandes
- Chung Koo-ho, Präsident des koreanischen Rundfunks
- Moon Tae-kap, Präsident des gesamtnationalen Promotionsrates
- Kim Chong-ha, Präsident des KASA und Korean Olympic Committee
- Kim Jip, Direktor des KASA-Trainingsinstituts
- Chung Ju-yung, Ehrenpräsident des koreanischen Industrieverbandes
- Kang Young-hoon, Vorsitzender des Nationalen olympischen Spezialkomitees